# Antoinette Ngo Ndengue
Antoinette Ngo Ndengue, dite Monica, née à Yaoundé région du centre Cameroun, est une artiste camerounaise.

### Enfance et début
Antoinette ngo ndengue est née d'une famille de neuf enfants. Sa famille vivait au quartier biyem-assi à Yaoundé au Cameroun. Elle a passé toute son enfance et son secondaire dans la ville de Yaoundé.

### Carrière
Antoinette Ngo Ndengue, née au Cameroun, est une artiste comédienne et humoriste. Elle commence sa carrière artistique dès ses années secondaires en 1992, grâce à l'encouragement du comédien Ntu Finga. À cette époque, ses premières prestations étaient considérées comme une simple distraction, sans ambition professionnelle affirmée. En 2000, elle s’installe à Douala, la plus grande ville économique du Cameroun, où elle fait la rencontre de l'humoriste Hoga. Celui-ci reconnaît son potentiel et l'encourage à poursuivre une carrière artistique. Par la suite, elle rencontre le comédien Casserole, avec qui elle collabore dans la pièce Commandement opérationnel. En 2003, Elle rencontre l'artiste et humoriste Sélavie, avec qui elle participe à un projet cinématographique centré sur la Journée internationale des droits de la femme, célébrée le 8 mars. En 2004, elle continue de se faire un nom en jouant aux côtés de Man No Lap dans les films Menteur épinglé et Fourberie de ménage. Ces productions contribuent à asseoir sa réputation dans le milieu de l’humour et du cinéma camerounais. En 2006, elle collabore avec le présentateur radio Tchop Tchop sur le programme Piment-café diffusé sur Sweet FM, une station de radio locale. Cette collaboration lui permet de toucher un public plus large et d'élargir son influence dans le monde de l'humour et des médias camerounais. En 2008, Antoinette Ngo Ndengue fait ses débuts à la télévision en jouant dans l'émission Les sauts d'humour, diffusée chaque dimanche après-midi sur la chaîne Canal2 International. Cette émission contribue à renforcer sa popularité au Cameroun. En 2010, elle écrit et crée la série Les aventures de Monica, une production qui témoigne de son évolution artistique et de sa capacité à produire des œuvres comiques originales.

## Filmographie

### Longs métrages
| Année | Titre               | Réalisateur            |
| ----- | ------------------- | ---------------------- |
| 2004  | menteur épinglé     | Jean de dieu tchegnebe |
| 2004  | fourberie de ménage |                        |

### Courts métrages
- 1992: sketch intitulé mari infidèle

- ampoule rouge de Foly Dirane

### Télévisions (séries)
- 2010: Les aventures de Monica de Antoinette ngo ndengue[3]

## Distinctions
En 2012, elle a remporté un canal 2'Or puis un autre en 2017, ou elle reçoit le prix de meilleur comédienne.
Elle est nommée présentatrice du programme télé déballage sur canal2 movies.